# János Sajnovics
János Sajnovics (Tordas, 12 maggio 1733 – Pest, 4 maggio 1785) è stato un linguista, astronomo e gesuita ungherese, noto principalmente per il suo lavoro pionieristico nella linguistica comparativa e per la sua dimostrazione sistematica della relazione tra sami e ungherese.

## Opere
- Janos Sajnovics, Demonstratio Idioma Ungarorum et Lapponum idem esse, Copenaghen, 1770.